# Northrop Grumman E-8 Joint STARS
L'E-8 Joint Surveillance Target Attack Radar System (Joint Stars o JSTARS), è un aereo in dotazione all'United States Air Force per svolgere il ruolo di piattaforma per il comando e controllo. È equipaggiato con sistemi in grado di individuare e seguire i movimenti dei veicoli a terra e alcuni aerei, raccogliere immagini e trasmettere presentazioni della situazione tattica a terra ai comandanti di teatro.

## Storia

### Tecnica

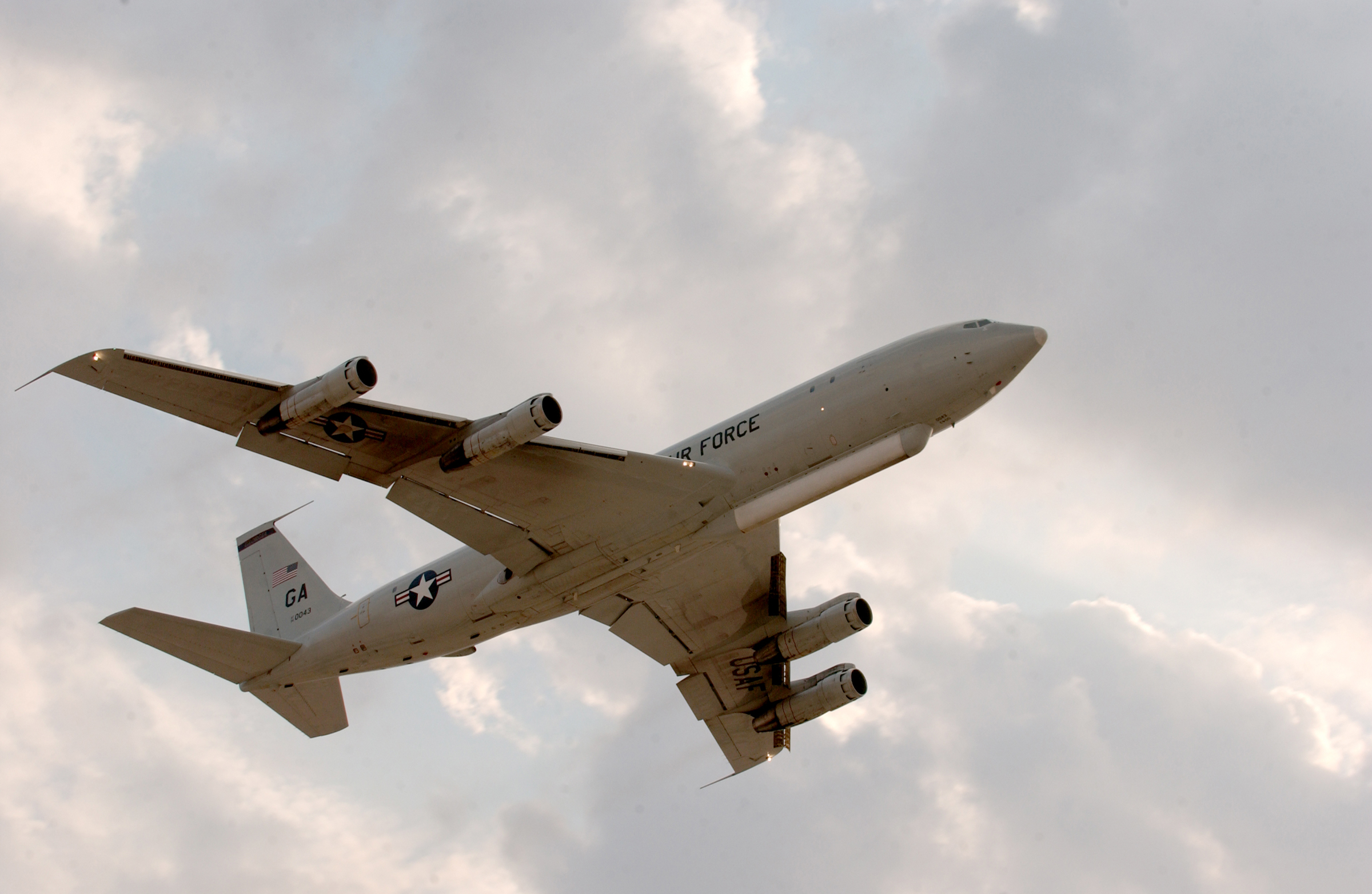
In questa foto è ben visibile l'antenna posta nella parte anteriore della fusoliera

L'E-8C (la versione definitiva dell'aereo con la denominazione Joint STARS) è praticamente un Boeing 707 modificato con le apparecchiature necessarie per compiere le missioni. La differenza che più si nota osservando l'E-8C, è l'antenna di 7,3 m posta sotto la parte anteriore della fusoliera.

I sistemi di bordo (radar e computer) possono individuare unità nemiche e trasmettere i dati in tempo reale all'United States Marine Corps o ad altre forze armate che si trovano a terra. In particolare l'antenna può scandagliare, con un angolo di 120° attorno a sé, una superficie di circa 50 000 km² riuscendo a localizzare bersagli fino a 250 km di distanza.
Queste caratteristiche rendono dunque l'aereo della Northrop Grumman Corporation ideale per missioni di peacekeeping.

### Impiego
I primi E-8C vennero dispiegati nel 1991 in Iraq per supportare l'operazione Desert Storm e in Bosnia nel dicembre 1995 durante l'operazione Joint Endeavor, dove presero parte anche all'operazione Allied Force. L'aereo ha volato anche in Afghanistan nel corso di Enduring Freedom e nuovamente in Iraq, nel 2003, con l'operazione Iraqi Freedom.
Attualmente il 116th Air Control Wing dell'USAF controlla tutti i 17 E-8C, l'ultimo dei quali è stato consegnato il 23 marzo 2005.
Come disposto nel Fiscal Year 2022 National Defense Authorization Act (NDAA), il primo dei  quattro aerei da radiare, è stato ritirato dal servizio l'11 febbraio 2022. L'aereo in questione, con numero di serie 92-3289/GA e denominato "Rattler, Don't Tread on me", è stato in realtà il primo E-8C ad arrivare alla Robins AFB (GA) nel 1996 ed è stato trasportato in volo al 309th Aerospace Maintenance and Regeneration Group sulla Davis-Monthan AFB, in Arizona.
La flotta di E-8C è stata ritirata ufficialmente dal servizio il 4 novembre 2023, con una cerimonia tenutasi sulla Robins (AFB), in Georgia.

## Versioni
- E-8A: versione originale
- TE-8A: aereo da addestramento senza l'equipaggiamento base
- E-8C: versione definitiva con la denominazione Joint STARS

## Utilizzatori
Stati Uniti
- United States Air Force

16 E-8C e 1 TE-8A in servizio dal 1991 al 4 novembre 2023.